# ペンシルベニア (戦艦)
ペンシルベニア (英語: USS Pennsylvania, BB-38) は、アメリカ海軍の戦艦。ペンシルベニア級戦艦のネームシップ。
日本語ではペンシルバニア、ペンシルヴェニア、ペンシルヴァニアと表記することがある。艦名はペンシルベニア州にちなむ。その名を持つ艦としては3隻目。
姉妹艦はアリゾナ (USS Arizona, BB-39) である。

## 概要
ペンシルベニア級戦艦はネバダ級戦艦の改良強化型で、約20ノットという速力、主砲として45口径14インチ三連装砲塔4基（計12門）を有する。アメリカ海軍の、いわゆる標準型戦艦である。竣工時は世界最大の戦艦であった。「ペンシルベニア」は建造時から旗艦施設が充実しており、たびたびアメリカ艦隊の旗艦を務めた。太平洋戦争開戦時も、太平洋艦隊旗艦であった。
日本海軍機動部隊による真珠湾攻撃の時、駆逐艦2隻と共に真珠湾工廠の乾ドックに入渠しており、爆撃で若干の被害を受けたが早期に復帰した。
哨戒任務や護衛任務に従事したあと、1942年10月から1943年2月にかけて大改装を受ける。これにより外観を一新し、近代戦闘能力を有することになった。
戦線復帰後は各作戦で地上目標に対して艦砲射撃をおこない、連合国軍の上陸作戦を支援した。レイテ沖海戦では、スリガオ海峡で西村艦隊と交戦している。1945年3月から7月にかけて修理をおこない、対空火器やレーダーの換装をおこなう。戦線復帰直後の8月12日、艦上攻撃機の夜間雷撃で大破する。翌年7月にビキニ環礁で行なわれた原爆実験（クロスロード作戦）で標的艦となったあと、1948年2月に海没処分された。

## 艦歴

### 建造

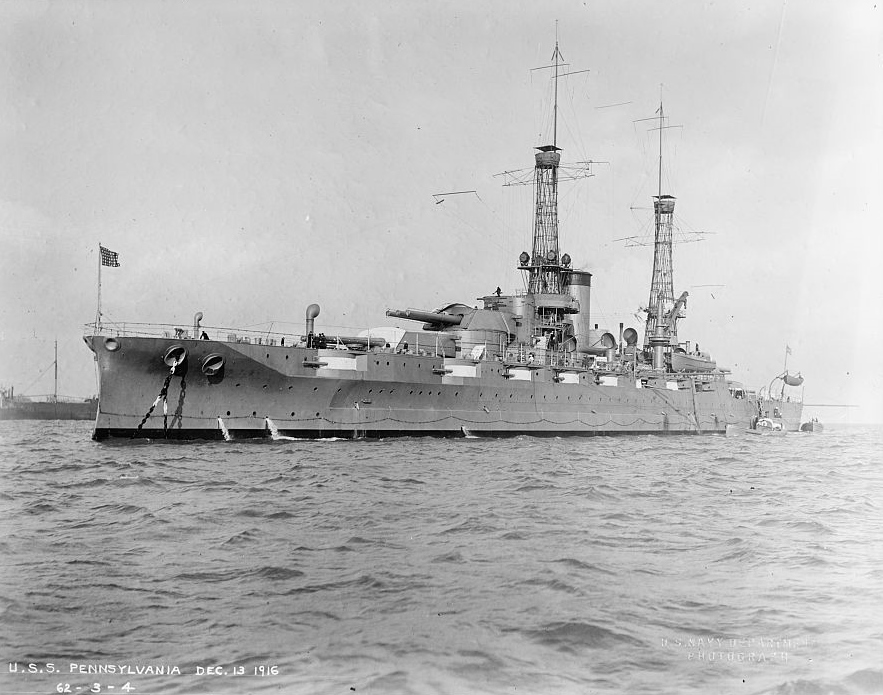
1916年12月、竣工時の「ペンシルベニア」。アメリカ標準型戦艦の特徴である籠マストを備える。

イギリス海軍が建造した新型戦艦（クイーン・エリザベス級戦艦など）は15インチ（38センチ）砲を採用し、アメリカ海軍も欧州新鋭戦艦に対抗可能な戦艦の建造に乗り出した。基本的にネバダ級戦艦の設計を踏襲したが、火力、副砲や対空砲、水中防御力、機関部など、細かい部分で改良が加えられている。また「ペンシルベニア」は艦隊旗艦としての運用を前提とし、艦橋や司令塔の仕様が姉妹艦「アリゾナ」と異なっていた。機関部も違う種類の機械を搭載しており、馬力で約1割ほど劣るものの、航続力や速力に大きな差はなかった。
ペンシルヴェニア級の建造内示は、1912年8月22日に示された。予算の承認で手間取ったあと、「ペンシルベニア」はバージニア州ニューポート・ニューズのニューポート・ニューズ造船所で建造することになった。1913年10月27日に起工、1915年3月16日にルイス・J・コルブ大佐の娘エリザベス・コルブによって命名・進水した。1916年6月12日、初代艦長ヘンリー・B・ウィルソン大佐の指揮下就役した。就役時は世界最大の戦艦であり、それまで世界最大戦艦であった日本海軍の扶桑型戦艦と比較すると、速力で劣るが、砲撃力は同等（14インチ砲合計12門）、防御力では優っている。

### 第一次世界大戦

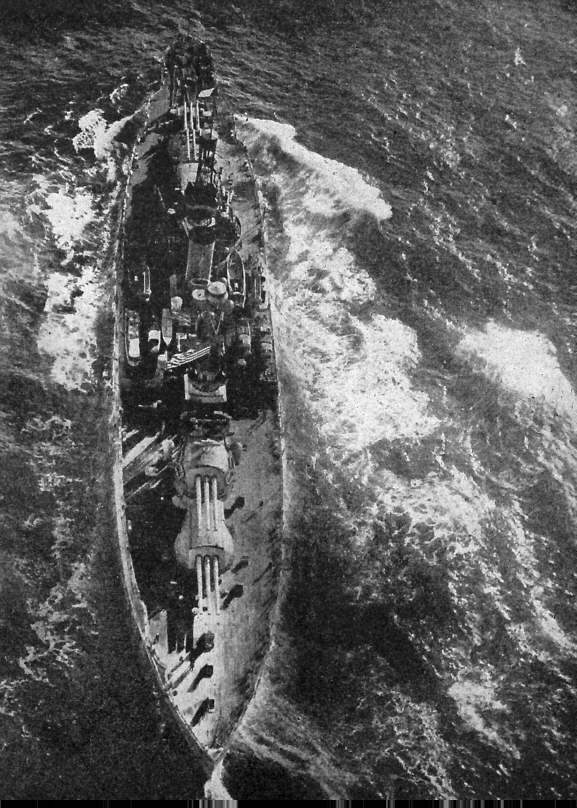
後方から見た「ペンシルベニア」。

就役後「ペンシルベニア」は大西洋艦隊所属となり、1916年10月12日にヘンリー・T・メイヨー少将によって戦艦「ワイオミング (USS Wyoming, BB-32) 」に代わって大西洋艦隊の旗艦となった。1917年1月、「ペンシルベニア」はカリブ海での演習に出発した。4月6日に母港ヨークタウンに帰還。この日、アメリカはドイツ帝国に対し宣戦布告し、大戦に参戦した。「ペンシルベニア」は重油専焼であり、タンカーの余裕がなかったためイギリスには派遣されなかった。そのため、チェサピーク湾、ロングアイランド湾で訓練などを行っていた。その間ノーフォーク、ニューヨークでオーバーホールもおこなわれた。兵装に大きな変化はない。
ヨークタウン在泊中の8月11日、大統領ウッドロウ・ウィルソンが艦隊ヨット「メイフラワー (USS Mayflower, PY-1) 」で「ペンシルベニア」を訪問。ペンシルベニア乗員は総員登舷礼でウィルソンを出迎え、ウィルソンは12時15分に名誉称号を艦長に贈った。

### 戦間期
第一次世界大戦終結後の1918年12月2日、「ペンシルベニア」はスタテンアイランドのトンプキンスヴィル沖に向かい、大統領旗を掲げた上で、10隻の駆逐艦とともにウィルソンを乗せた輸送艦「ジョージ・ワシントン (SS George Washington) 」を護衛し、4日11時にフランスのブレストへ向けて出発。「ペンシルベニア」は登舷礼を行って21発の礼砲を発射し、一団の先頭に立って「ジョージ・ワシントン」を先導した。12月13日、一行はブレストに到着し、登舷礼で錨地に向かう「ジョージ・ワシントン」を見送った。翌14日、「ペンシルベニア」はニューヨークへ向けて出港、25日に到着した。
1919年2月、「ペンシルベニア」は艦隊訓練のためカリブ海に出動。晩春にニューヨークに戻った後、メイヨー少将は大西洋艦隊司令長官の座を中将に昇進したウィルソン艦長に譲った。
7月8日、トンプキンスヴィルに在泊中の「ペンシルベニア」は、副大統領トーマス・R・マーシャル、海軍長官ジョセファス・ダニエルズ、財務長官カーター・グラス、労働長官ウィリアム・ウィルソン、陸軍長官ニュートン・ベイカー、内務長官フランクリン・レーン、それに下院議長ジェームズ・「チャンプ」・クラークの一行を乗せニューヨークに向かった。10時、戦艦「オクラホマ (USS Oklahoma, BB-37) 」が護衛する、大統領旗を掲げた「ジョージ・ワシントン」と会合。「ペンシルベニア」は登舷礼を行った上で「オクラホマ」から護衛の任務を引き継ぎ、途中で賓客を移動させた上でニューヨークに入港した。
1920年1月7日、「ペンシルベニア」はカリブ海での恒例の艦隊訓練のためにニューヨークを出港。4月26日にニューヨークに戻ったあと、補助的な訓練に励んだ。1921年1月17日、パナマ運河に向けてニューヨークを出港。1月20日、パナマのバルボアに到着。太平洋艦隊の部隊に加わり旗艦となった。1月21日、艦隊はバルボアを出発して、1月31日、ペルーのカヤオに到着した。2月2日、「ペンシルベニア」は出港、2月14日にバルボアに戻った。それからグアンタナモ湾を拠点にし、その間に短期間の訓練をおこなった。4月28日ハンプトン・ローズに帰投。その道中、「メイフラワー」を追い抜いた際、21発の礼砲で「メイフラワー」に乗艦中の海軍長官、作戦部長、海軍次官補に対し敬意を表した。次いで、11時40分に大統領ウォレン・ハーディングが「ペンシルベニア」に乗艦。彼の旗がメインマストに掲げられた。
1922年8月22日、「ペンシルベニア」はバージニアビーチのリーンレヴン・ローズを出港し太平洋艦隊に合流。9月26日にカリフォルニア州サンペドロに入港し、以後1929年までカリフォルニア、オレゴン州、パナマ運河沖に至る海面での主要演習および、カリブ海とハワイ間の航海演習に明け暮れた。その間の1925年4月15日、艦隊とともにサンフランシスコを出港した。ハワイ海域での軍事演習を終えると7月1日にホノルルを出港。オーストラリアとニュージーランドを訪問し、メルボルンとウェリントンに寄港した。9月26日にサンペドロに帰投した。
1929年1月、「ペンシルベニア」はパナマを拠点にグアンタナモ湾で航海演習を行い、演習終了後にフィラデルフィア海軍造船所に回航され、2年にわたって近代化のための長期オーバーホールに入った。艦前後の籠マストを撤去して、射撃指揮所を備えた三脚檣に換装したことにより、外観が大きく変化した。艦の内部も、ボイラーとタービンの換装による航続力の延伸、バルジの装着、増加装甲と艦内構造の見直しによる防御力の改善が図られた。このオーバーホールで、副砲の51口径5インチ砲と7.6ミリ機銃が、8基の25口径5インチ砲に取り替えられた。オーバーホールを終えた「ペンシルベニア」は1931年5月8日にグアンタナモ湾への遠洋航海に出発。一旦帰投後、8月6日に再び出港し、グアンタナモ湾を経てサンペドロに向かい、同地で太平洋艦隊に合流した。
1931年から1941年にかけて、「ペンシルベニア」は西海岸海域やハワイ海域、アリューシャン群島海域で、カリブ海でのパターンと同様に軍事演習に艦隊訓練にと定期的に訓練を繰り返した。1934年には戦闘艦隊(Battle Fleet) 旗艦としてジョセフ・M・リーブス大将が座乗した。
その間、「ペンシルベニア」はRCA社製のCXAMレーダーを装着する14隻の艦艇の1隻となった。また、ピュージェット・サウンド海軍造船所にて25口径5インチ砲を4基増設し、25口径5インチ砲の数は合計12基となった。1941年1月7日、第1任務部隊および第5任務部隊とともにハワイに向かい、ハワイに到着した後は第18任務部隊とともに西海岸への往復航海を実施した。
1941年2月1日、太平洋艦隊司令長官ジェームズ・リチャードソン大将は太平洋艦隊の駐留地問題で大統領フランクリン・D・ルーズベルトと対立したため更迭され、後任にはルーズベルト一派のハズバンド・キンメル大将が就任した。キンメルは「ペンシルベニア」に自身の将旗を掲げた。また本艦の艦長としてチャールズ・M・クック・ジュニア大佐が就任した。

### 第二次世界大戦

#### 1941年

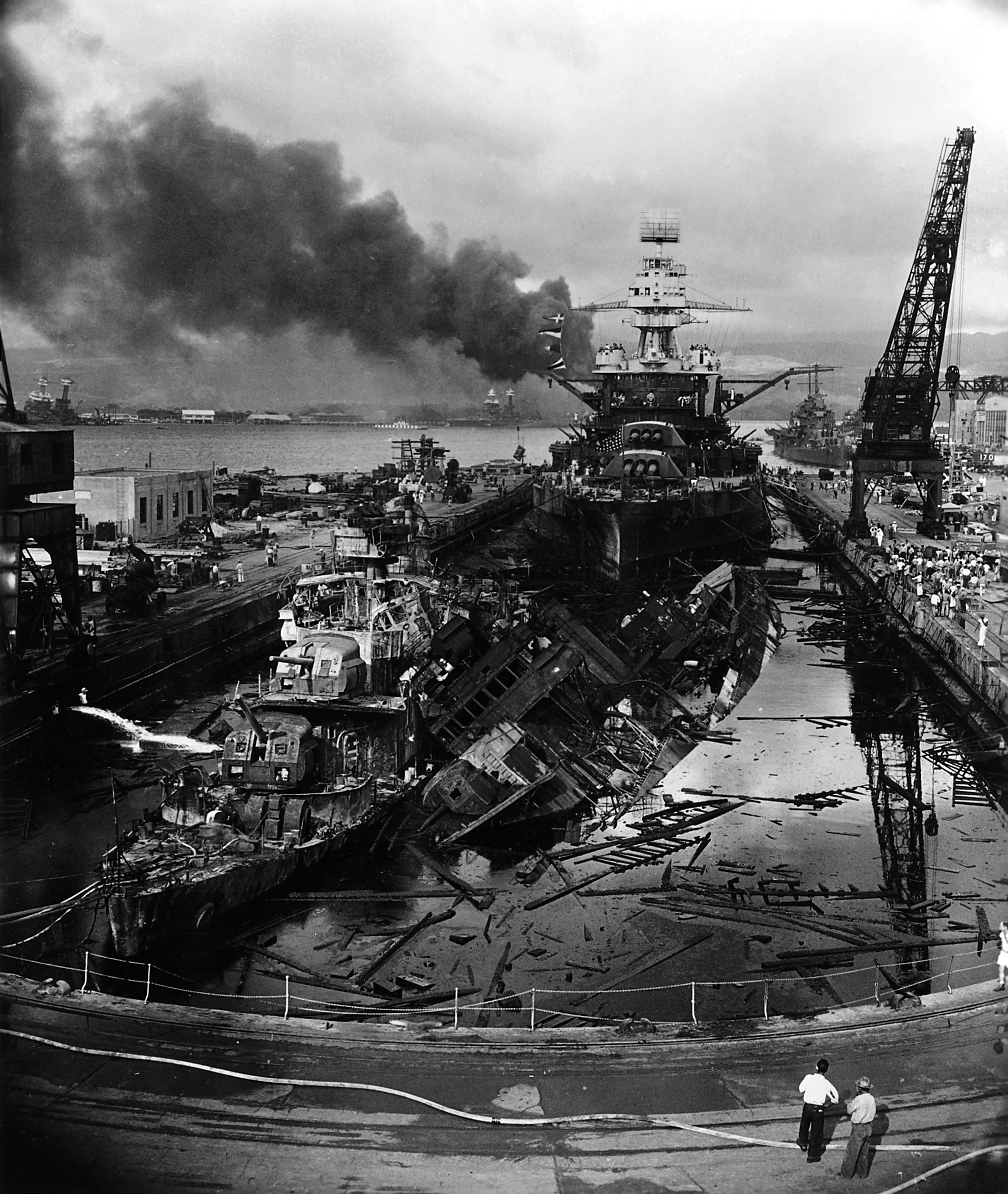
真珠湾攻撃後の「ペンシルベニア」。手前は駆逐艦「カッシン」（右）と「ダウンズ」（左）。

12月7日（日本時間12月8日）の真珠湾攻撃の時、標準型戦艦3隻（ペンシルベニア、テネシー、カリフォルニア）はの第二戦艦戦隊(Battleship Division 2) を編制していた（真珠湾攻撃、両軍戦闘序列）。このうち太平洋艦隊旗艦を務めていた「ペンシルベニア」は、乾ドックに入渠中である。この日、太平洋艦隊旗艦が繋留される埠頭に停泊していたのは、軽巡洋艦「ヘレナ (USS Helena, CL-50) 」と敷設艦「オグララ (USS Oglala) 」であった。
まず南雲機動部隊から第一波攻撃隊が飛来して、航空基地への攻撃を開始した。ペンシルベニアは、真珠湾在泊中の艦艇や、基地港湾施設に襲い掛かる九九式艦爆や九七式艦攻に対して対空砲火を撃った最初の艦の一隻だった。だがフォード島に繋留された戦艦群は、雷撃や爆撃により大打撃を受ける。海軍工廠の埠頭に繋留されていた「ヘレナ」と「オグララ」も雷撃を受けて大破、「オグララ」は浸水がひどくなって転覆した。このとき日本軍雷撃隊は、「ペンシルベニア」と「ヘレナ」を間違えた可能性がある。
ペンシルベニアと駆逐艦2隻は真珠湾海軍造船所の第1乾ドック (Drydock Number One) に入渠中だったのが幸いして艦上攻撃機による雷撃こそ受けなかったが、海軍工廠周辺は爆撃と機銃掃射に見舞われた。海軍工廠に激しい空襲を敢行したのは、南雲機動部隊の第二波攻撃隊であった。やがて、一発の爆弾が「ペンシルベニア」のボートデッキを突き破って9番砲塔に命中する。また、「ペンシルベニア」の前方に入渠していた駆逐艦「カッシン (USS Cassin, DD-372) 」と「ダウンズ (USS Downes, DD-375) 」に爆弾が命中し、両艦は大破した。「ダウンズ」に搭載してあった魚雷発射管の一部（およそ1トン）が爆発で吹き飛び、「ペンシルベニア」に落下して穴を開けた。「ペンシルベニア」は15名の戦死者と14名の行方不明者、38名の負傷者を出し、それらの中には艦の幹部も含まれていた。空襲が終わったあと、「ペンシルベニア」は主砲を真珠湾の入口に向けて、日本軍の上陸部隊を警戒した。
航行可能だった「ペンシルベニア」は12月20日、サンフランシスコに向けて出港。12月29日に到着し1942年3月30日までを修理に費やした。この時の修理では、5インチ砲に防盾が設置された他、機銃と新型レーダーが装備された。

#### 1942年
4月14日から8月31日までの間、オーバーホールを終えた「ペンシルベニア」は、カリフォルニア沿岸部で慣熟航海と哨戒を行った。6月4日、海軍作戦部長兼合衆国艦隊司令長官アーネスト・キング大将は、1941年12月31日以来太平洋艦隊司令長官として艦隊を率いていたチェスター・ニミッツ大将に海軍殊勲章を授与するため、「ペンシルベニア」をその会場とした。次いで、ウィリアム・パイ中将指揮下の戦艦戦隊（戦艦7隻）の1隻として、日本軍のアメリカ西海岸攻撃阻止のために行動した（両軍戦闘序列）。ミッドウェー海戦がアメリカの勝利で終わった後、部隊はサンペドロへ向かった。
8月1日、「ペンシルベニア」は真珠湾に向けてサンフランシスコを出港し、8月14日に到着した。射撃訓練の他、空母機動部隊に属してハワイ周辺の訓練や警戒に当たった。10月4日、サンフランシスコに戻り、メア・アイランド海軍造船所で1943年2月5日まで近代化改装を行った。改装は戦艦「ネバダ」を参考にしたもので、従前の25口径5インチ砲と51口径5インチ砲は全て撤去され、代わりに38口径連装5インチ砲や40ミリ機関砲が搭載された。また、対空射撃を考慮して後部三脚檣が撤去され、新しい構造物と簡素な棒檣が装備された。改装終了後、カリフォルニア沿岸で訓練や哨戒に従事した。

#### 1943年

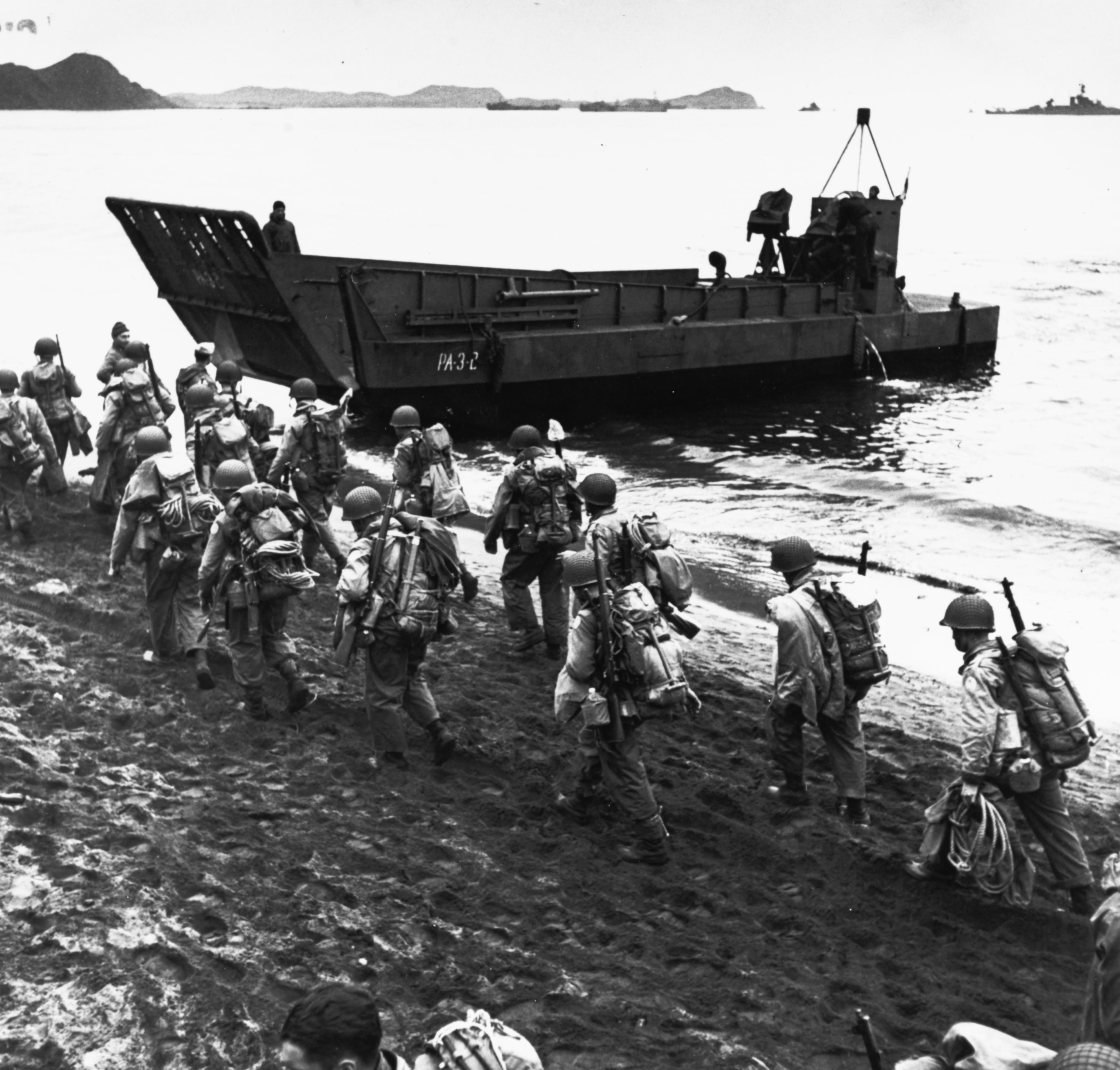
「ペンシルベニア」の支援の下、キスカ島上陸に先立ち、アダック島に上陸するアメリカ軍。

4月23日、「ペンシルベニア」はアリューシャン方面の戦いに参加すべくアラスカへ向かった。4月30日、コールド湾に入る。5月11日、アメリカ軍はアッツ島に上陸。同日、「ペンシルベニア」と戦艦「アイダホ」はチチャゴフ港を砲撃した。翌日にはホルツ湾の目標を砲撃した。
5月12日、「ペンシルベニア」は水上機より雷跡が向かうとの警報を受け、それを回避。これは「伊31潜」によるものであった。5月14日朝にも再度雷跡が発見されたので、護衛の駆逐艦は敵潜水艦に爆雷攻撃を行った。
5月14日、「ペンシルベニア」はホルツ湾頭西岸への進出を試みる上陸部隊を掩護した。この日の攻撃で「ペンシルベニア」のアッツ島攻略作戦参加は終了した。
㋄16日、「伊35潜」の雷撃を受けたが命中はしなかった。同じ日の朝、「ペンシルベニア」搭載のOS2U観測機は水上機母艦「カスコ (USS Casco, AVP-12) 」がアッツ島を攻撃する手助けをした。
「ペンシルベニア」は5月19日までアッツ島近海で行動し、アダック島を5月21日に出港して28日にピュージェット・サウンド海軍造船所に到着した。
整備の後、8月7日にはアダック島に戻る。キスカ島攻略部隊指揮官フランシス・W・ロックウェル中将の旗艦として8月13日に出撃し、8月15日にキスカ島の西部海岸に対して上陸作戦を行った（コテージ作戦）。この時点で、日本軍はキスカ島から撤退を完了していた。上陸部隊は誤射や同士討ちの末に、キスカ島を占領する。「ペンシルベニア」はキスカ島沖を哨戒した後、8月23日にアダック島に帰投。その後真珠湾に向かい、9月1日に到着した。
「ペンシルベニア」は真珠湾で790名の便乗者を乗せ、9月19日にサンフランシスコに向けて出港し、9月25日に到着。10月6日には真珠湾に戻り、ハワイ海域で演習を繰り返した。その後、ギルバート諸島攻略のガルヴァニック作戦に投入されることとなり、リッチモンド・K・ターナー中将の旗艦として北攻略部隊を率い、11月10日にブタリタリ（マキン島）に向けて出撃した。任務部隊は、「ペンシルベニア」を含む4隻の戦艦、4隻の巡洋艦、それに3隻の護衛空母、その他駆逐艦、輸送艦で構成されており、11月20日朝に南東の方角からブタリタリに接近していった（連合軍海軍部隊、戦闘序列）。ペンシルベニアはブタリタリに対して13,000メートルの距離から主砲による艦砲射撃を行った。
11月24日朝、総員配置を令する前だった「ペンシルベニア」は、右舷艦首に異変を感じた。護衛の駆逐艦も同じような異変を感じたので、艦隊はただちにコースを変えた。爆発が起きてから数分の間に大火災が周辺を明るく照らし出し、その発生源が護衛空母「リスカム・ベイ (USS Liscome Bay, CVE-56) 」に対する潜水艦「伊175」の雷撃によるものだったことが知らされた。「リスカム・ベイ」は沈没し、支隊指揮官ヘンリー・M・ムリニクス少将や、ドリス・ミラーを含む多数の死傷者を出した。11月25日から26日の夜間には日本の雷撃機による夜襲が行われたが、損害はなく敵を追い払った。

#### 1944年

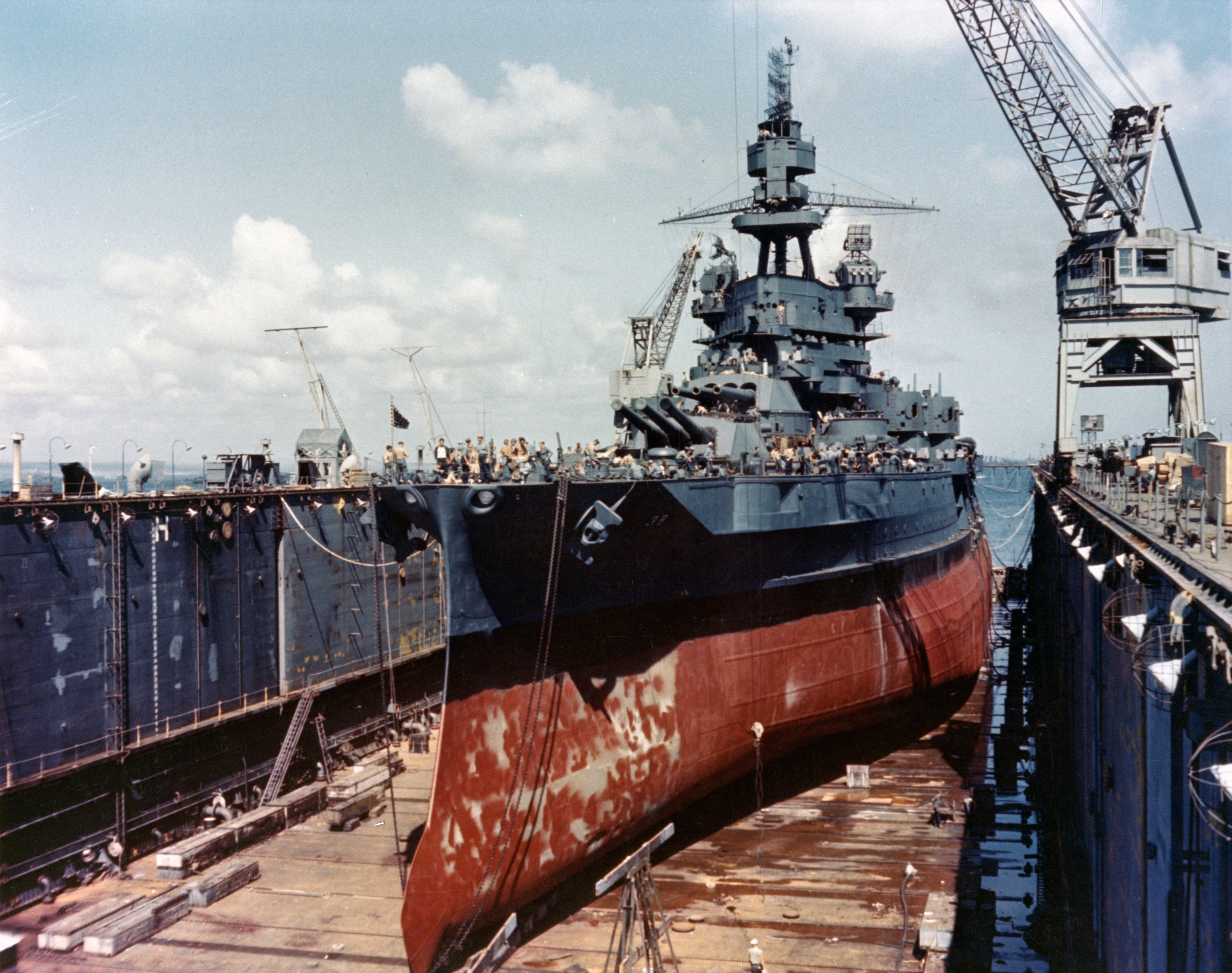
浮きドックに入渠中の「ペンシルベニア」、1944年。

1944年1月31日、クェゼリン環礁に近接した「ペンシルベニア」は艦砲射撃を行い、翌2月1日の上陸への下ごしらえを行った。2月3日夜、クェゼリン近くの環礁内に投錨したが、この頃にはクェゼリンの戦いの帰趨は明らかだった。「ペンシルベニア」は弾薬補給のため、占領したばかりのマジュロ環礁に帰投した。
2月12日、「ペンシルベニア」はクェゼリンの戦いに続いて行われたエニウェトクの戦いに出動。「ペンシルベニア」は大胆にもエニウェトク環礁内に入り、エンチャビ島の日本軍守備隊に対して事前の艦砲射撃を行い、2月18日の上陸作戦本番では援護射撃を行ってエンチャビ島確保に貢献した。「ペンシルベニア」はメリレン島への艦砲射撃のため環礁内を航行し、2月20日から21日にかけて艦砲射撃を行った。攻撃前までは、メリレン島はヤシで覆いつくされていたが、艦砲射撃の結果、メリレン島には草木は一本も残らなかった。2月22日朝、「ペンシルベニア」は事前砲撃で翌日の上陸のお膳立てをした。
「ペンシルベニア」は3月1日にマジュロを出港し、ニューヘブリディーズ諸島エファテ島に向かった。4月下旬までエファテに在泊した後シドニーに向かい、4月29日に到着した。5月11日にエファテに戻り、次いでフロリダ諸島パービス港に向かい、同地で射撃と上陸作戦の訓練に参加した。訓練終了後、5月27日にエファテに寄港し、弾薬を補給した後6月2日に出港して翌6月3日にロイに到着した。
6月10日、「ペンシルベニア」は他の戦艦、巡洋艦、護衛空母および駆逐艦と合同し、マリアナの戦いのため出動した。その夜、護衛の駆逐艦は90度の方角に何かしら音が聞こえたので、警戒のため一斉回頭を命じた。しかし、その途中で「ペンシルベニア」は高速輸送艦「タルボット (USS Talbot, APD-7) 」と衝突し、小破した。「タルボット」は修理のため部隊から外されエニウェトクに回航された。
6月14日、「ペンシルベニア」はテニアン島北東海上に現れ、翌15日に予定されていたサイパン島上陸のための援護としてテニアン島に対して艦砲射撃を行った。6月16日にもグアム島オロテ岬に対して艦砲射撃を行い、次いでサイパン近海に移動した。6月25日、一旦作戦海域を離れてエニウェトクに向かい、短期間の滞在の後に7月9日に出港して作戦支援を再開した。
7月12日から14日にかけて、「ペンシルベニア」はグアム島に対して事前砲撃を行い、サイパンで弾薬を補給した後、7月17日にはグアム沖に戻り、砲撃を再開。この砲撃は7月20日まで続けられた。このグアム攻撃で、他の艦艇よりも多くの弾薬を消費し、“Old Falling Apart” （古いボロ椅子）というニックネームを頂戴したが、そのニックネームに違わず多量の金属の雨嵐を降らせたので、その影響で艦が壊れそうに見えたほどだった。
7月21日、「ペンシルベニア」はハガニア沖とオロテ岬の間に位置し、上陸部隊の進撃に先立って艦砲射撃を行った。上陸部隊が橋頭堡を築いた後も、8月3日まで上陸部隊の援護を行った。その後、エニウェトク、次いでニューヘブリディーズに寄港し、ガダルカナル島とフロリダ諸島で上陸作戦の演習を行った。
9月6日、「ペンシルベニア」は火力支援部隊の一艦としてペリリューの戦いに参加すべく出港した。9月12日から14日まで、ペリリュー島を集中的に砲撃し、9月15日の上陸当日には火力支援を行った一方で、アンガウル島に対しても砲撃を行い、同島の防御砲を破壊炎上させて大打撃を与えた。
9月25日、ペリリュー、アンガウルの両戦いに参加した「ペンシルベニア」は前進基地マヌス島に到着し、同地の浮きドックで整備を行った。10月12日、キンケイド中将率いる第7艦隊の指揮下に入り、ジェシー・B・オルデンドルフ少将の火力支援部隊の戦艦6隻のうちの1隻としてフィリピンの戦いに参加すべく出撃した。10月18日、レイテ湾に到着し、火力支援を行って海岸偵察、湾内掃海を助けた。火力支援は10月20日の上陸当日をはさみ、10月22日まで昼夜問わず行われた。
10月24日、日本艦隊が徐々にレイテに接近しているのが分かった。これに対抗するため、第7艦隊、第3艦隊は総力を挙げてこれを阻止すべく行動に出た（レイテ沖海戦）。「ペンシルベニア」と他の5隻の戦艦はスリガオ海峡北口において、オルデンドルフ少将直率の巡洋艦部隊とともに哨戒を行っていた（両軍戦闘序列）。その夜、スリガオ海峡南部に配備された魚雷艇が、西村祥治中将率いる艦隊の接近を察知し、通報する傍ら第一撃をかけた。これに続いて駆逐艦部隊が突撃、雷撃により戦艦「扶桑」と駆逐艦3隻（朝雲、山雲、満潮）を撃沈するか戦闘不能にした。オルデンドルフ少将は丁字戦法を実践すべく、直卒の巡洋艦部隊を西村艦隊の両側にはりつかせ、ペンシルベニア以下の戦艦部隊は西村艦隊の頭を押さえるべく行動した。10月25日3時53分、戦艦「ウェストバージニア (USS West Virginia, BB-48) 」の第一弾を始めとして戦艦と巡洋艦の一斉砲撃が始まった。この時点での西村艦隊健在艦は、西村中将の旗艦「山城」と重巡洋艦「最上」、駆逐艦「時雨」だけになっており、集中砲撃により「山城」は沈没、西村中将は戦死した。「最上」と「時雨」は辛くもスリガオ海峡から脱出したが、取り残された駆逐艦「朝雲」が袋叩きにされて沈没した。「最上」は後続の志摩清英中将率いる第二遊撃部隊の重巡「那智」と衝突した上、さらに護衛空母部隊から空襲を受けて航行不能になり、自沈した。
ところが、「ペンシルベニア」は戦艦同士の最後の砲戦 であるこの海戦では全く活躍しなかった。搭載していたレーダーが旧式だった上、海戦時に他の艦に射界が邪魔され、一回も発砲することができなかったのである。
10月26日、「ペンシルベニア」は駆逐艦とともに、10機の日本機を迎え撃ち、そのうちの4機を撃墜した。10月28日夜にも、夜間雷撃を試みた日本機を撃墜した。11月25日までレイテ湾に留まり、その後マヌス島とパラオのコッソル水道で弾薬を補給した。

#### 1945年

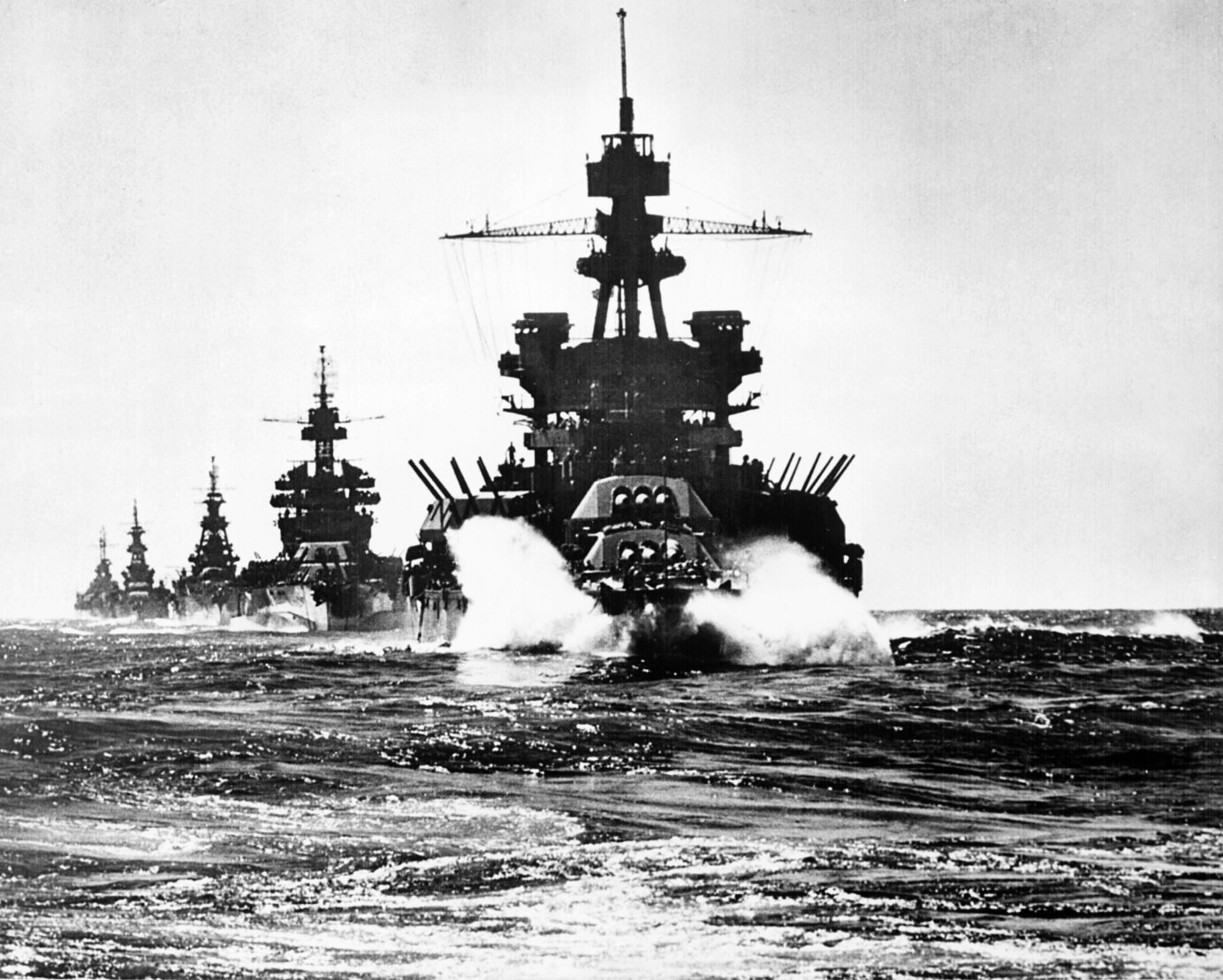
リンガエン湾に向かう「ペンシルベニア」。後続は戦艦「コロラド」、重巡「ルイビル」「ポートランド」、軽巡「コロンビア」。1945年1月。

1945年1月1日、「ペンシルベニア」はオルデンドルフ中将の火力支援部隊に加わり、リンガエン湾に向かった（リンガエン湾攻略作戦）。アメリカ艦隊は1月4日から5日にかけて神風特攻隊の攻撃に晒され、スールー海を航行中に護衛空母「オマニー・ベイ (USS Ommaney Bay, CVE-79) 」が旭日隊（彗星2機）、一誠隊（隼2機）、進襲隊（九九式襲撃機1機）のいずれかの命中を受けて沈没し、他にも大なり小なりの損害が出た。
1月6日朝、「ペンシルベニア」はリンガエン湾口のサンディアゴ島に対して砲撃を行い、夜には湾内に侵入して掃海作業の支援を行った。1月7日の夜明け、火力支援部隊は大々的に艦砲射撃を行い、翌8日にも行われた。1月9日の上陸作戦当日、強力な火力支援で上陸を援護した。翌1月10日、日本機の空襲を受けたが、4発の至近弾を受けたのみで損害はなかった。午後、海岸付近をうろうろしていた日本軍戦車に対して12発の砲撃を行ってこれを破壊した。またこの日、高速輸送艦「クレムソン (USS Clemson, APD-31) 」と衝突した。
1月10日から17日にかけて、「ペンシルベニア」はリンガエン湾沖の南シナ海で哨戒を行っていた。その後、リンガエン湾で一息ついた後、マヌス島に向かった。2月10日までマヌス島で仮修理を行った後、2月22日に出港し、マーシャル、真珠湾を経て3月13日にサンフランシスコに到着。ハンターズ・ポイント造船所でオーバーホールに入り、徹底的に改修された。主砲はすべて換装され、その砲身のいくつかは、かつての僚艦「オクラホマ」が装備していたものが再利用された。また、対空兵器の増設やレーダー等の機器類の更新も行われた。
オーバーホールが終わると、「ペンシルベニア」はサンフランシスコとサンディエゴの間で試運転を行い、7月12日にサンフランシスコを出港して真珠湾には7月18日に到着した。7月24日、第12.3任務群の一艦として空母「カボット (USS Cabot, CV-28) 」などとともに沖縄に向けて出港。その途中、8月1日にはウェーク島に近接して日本軍守備隊に対して艦砲射撃を行ったが、反撃を受けて損傷した。サイパン島で補給を行った後、8月12日に中城湾に到着し、戦艦「テネシー (USS Tennessee, BB-43) 」の隣の、これまで軽巡「モントピリア (USS Montpelier, CL-57) 」が停泊していた錨地に停泊した。その日の夜、鹿児島県の串良基地から、第五航空艦隊指揮下の第931海軍航空隊攻撃第251飛行隊所属の艦上攻撃機天山4機が夜間雷撃隊として発進し、中城湾に向かった。21時30分ごろ、中城湾に艦船に空襲警報が発令され、全艦戦闘配置に就いた。22時10分に警報は解除になったが、第95任務部隊の旗艦であった「ペンシルベニア」の艦尾に魚雷1本が命中し、9.1メートルの大穴が開いた。命中箇所は弾薬庫付近だったが、誘爆しなかったのが不幸中の幸いだった。それでも20名が戦死し、10名が負傷。負傷者の中にはオルデンドルフ中将や艦長も含まれており、オルデンドルフは肋骨を何本か折る怪我をした。
攻撃した天山は無事に串良基地に帰還し、「戦艦らしい一隻に火柱があがるのを認めた」と報告した。結果的に、これが日本の航空部隊が艦船攻撃であげた最後の戦果となったが、これまで火柱や水柱があがった報告が届けば「轟沈、撃沈」と大本営発表などで騒いでいたのがウソのように、第五航空艦隊はこの報告を信じることはなかった。
「ペンシルベニア」は大きく浸水し、2隻のタグボートの助けを借りて懸命に修理を行い、翌日には浅瀬に曳航された。8月15日に終戦を迎えたが、なおも応急修理は続けられた。

### 戦後

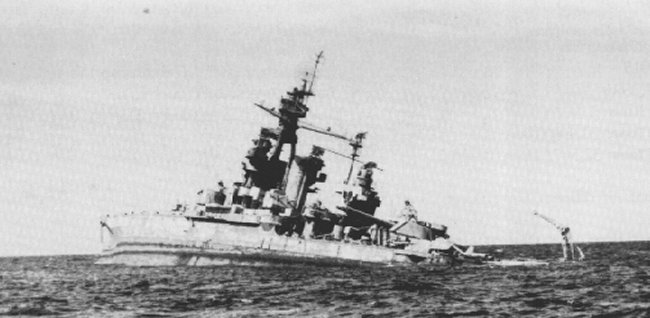
クェゼリン環礁で沈みつつある「ペンシルベニア」。

8月28日、応急修理が終わった「ペンシルベニア」は2隻のタグボートに曳航され中城湾を出港し、9月6日にグアム島アプラ港に到着した。同地でドックに入り、魚雷の命中箇所に大きな鋼板があてられた。10月4日、修理が終わった「ペンシルベニア」は軽巡「アトランタ (USS Atlanta, CL-104)」 および駆逐艦「ウォーク (USS Walke, DD-723) 」に護衛されて出港したが、10月17日に3番推進軸の調子がおかしくなった。急遽ダイバーが潜って調査したところ、シャフトとプロペラが脱落していた。10月24日、「ペンシルベニア」はピュージェット・サウンド海軍造船所に到着した。
「ペンシルベニア」は修理後、1946年7月のビキニ環礁で行なわれた原爆実験（クロスロード作戦）において、戦艦「ネバダ」、航空母艦「サラトガ (USS Saratoga, CV-3) 」や日本海軍の戦艦「長門」などと共に標的艦となった。同年8月29日に解役、クェゼリン環礁へ曳航され、1948年2月10日に沈没するまで放射線・構造の研究用に使用された。「ペンシルベニア」は同年2月19日に除籍された。
「ペンシルベニア」は第二次世界大戦の戦功により8個の従軍星章を受章した。